# Big Foot (Chickenfoot)
Big Foot è un singolo del supergruppo statunitense Chickenfoot, il primo estratto dall'album Chickenfoot III nel 2011.

## Tracce
1. Big Foot (radio edit) – 3:38
2. Big Foot (album version) – 4:10

## Formazione
- Sammy Hagar – voce
- Joe Satriani – chitarra
- Michael Anthony – basso, cori
- Chad Smith – batteria